# Finaliści tenisowych turniejów wielkoszlemowych
Finaliści turniejów wielkoszlemowych – poczet tenisistów, którzy grali w finałach turniejów Wielkiego Szlema.
Na przełomie 1924 i 1925 roku Międzynarodowa Federacja Tenisowa (wówczas Międzynarodowa Federacja Tenisa Ziemnego) podjęła decyzję, by rozgrywać cztery najważniejsze turnieje w roku (majors), które miałyby stanowić tenisowego Wielkiego Szlema. W skład szlema weszły: mistrzostwa Australazji, mistrzostwa Francji (do tego czasu dostępne tylko dla członków francuskich klubów tenisowych), mistrzostwa Wielkiej Brytanii i mistrzostwa Stanów Zjednoczonych. W sezonie 1925 po raz pierwszy zawodnik z każdego państwa miał prawo wystartować w czterech wymienionych turniejach.
Od tej pory rozgrywano cztery turnieje wielkoszlemowe, z wyjątkiem kilku sytuacji. W czasie II wojny światowej nie odbywały się zmagania w Melbourne, Paryżu i Londynie; w 1986 nie miało miejsca Australian Open (ze względu na zmiany daty w kalendarzu turniejowym, w 1977 miały miejsce dwie edycje); z powodu pandemii COVID-19 w 2020 nie rozegrano Wimbledonu i na US Open nie odbyły się zmagania w grze mieszanej; ponadto w latach 1970–1985 w Australii nie rozgrywano turnieju mikstów.
Kolejnym problemem był fakt rozgrywania jednego z turniejów w Australii w terminie zbliżonym do świąt Bożego Narodzenia i Nowego Roku. Wielu utytułowanych tenisistów nigdy nie dotarło na antypody, między innymi William Larned, William Tilden, René Lacoste, Henri Cochet, Bobby Riggs, Jack Kramer, Manuel Santana, a niektórzy zagrali tam tylko raz w życiu (Jaroslav Drobný, Ilie Năstase, Björn Borg). Podróż statkiem na półkulę południową z Europy zajmowała około czterdziestu pięciu dni, dodatkowo w tych zawodach proponowano najniższe nagrody finansowe.
Australijczyk Jack Crawford w 1933 roku został pierwszym człowiekiem, który w jednym roku zagrał w finałach wszystkich turniejów wielkoszlemowych.
Fred Perry jest jedynym tenisistą, który wygrał cztery turnieje wielkoszlemowe, grając po raz pierwszy w finale każdego z nich.
Pierwszym mężczyzną, który wygrał wszystkie turnieje wielkoszlemowe w jednym roku, był Don Budge w 1938. Australijski tenisista Rod Laver dokonał tego dwukrotnie, w latach 1962 i 1969. Rod Laver, Roy Emerson, Novak Đoković i Rafael Nadal są jedynymi tenisistami w dziejach, którzy każdy turniej wielkoszlemowy wygrali przynajmniej dwukrotnie.
Najwięcej mistrzostw wielkoszlemowych – dwadzieścia cztery – posiada w swoim dorobku Novak Đoković.
Innym rekordzistą jest Rafael Nadal, który 11 czerwca 2017 został pierwszym mężczyzną w dziejach, który zwyciężył w jednym turnieju wielkoszlemowym (French Open) dziesięć razy. Hiszpański tenisista poprawił ten rekord w 2022, zwyciężając we francuskim turnieju po raz czternasty.
W 1968 rozpoczął się okres ery open, kiedy tenis stał się sportem zawodowym i do rywalizacji dopuszczono profesjonalistów. Obecnie turnieje wielkoszlemowe są najważniejszymi w kalendarzu tenisowym i poza wyjątkowymi sytuacjami występują w nich wszyscy najwyżej notowani zawodnicy na świecie. Pierwszy z nich, Australian Open, rozgrywany jest w drugiej połowie stycznia w Melbourne Park w Melbourne (nawierzchnia twarda). French Open ma miejsce na przełomie maja i czerwca na Stade Roland Garros w Paryżu (nawierzchnia ziemna). Trzeci turniej (Wimbledon) odbywa się na przełomie czerwca i lipca na kortach All England Lawn Tennis and Croquet Club w Londynie (nawierzchnia trawiasta). Ostatni turniej jest rozgrywany w USTA Billie Jean King National Tennis Center w Nowym Jorku na przełomie sierpnia i września (nawierzchnia twarda).

## Poczet finalistów turniejów wielkoszlemowych

### Legenda
| Symbol | Znaczenie                                                    |
| (NWS)  | Niekalendarzowy Wielki Szlem                                 |
| (KWS)  | Karierowy Wielki Szlem                                       |
|        | Klasyczny Wielki Szlem                                       |
|        | występ we wszystkich finałach wielkoszlemowych w jednym roku |
|        | zwycięstwo w trzech finałach wielkoszlemowych w jednym roku  |

### 1925–1968
| Rok  | Australian Open, Melbourne | French Open, Paryż  | Wimbledon, Londyn   | US Open, Nowy Jork  |
| 1925 | James Anderson             | René Lacoste        | René Lacoste        | William Tilden      |
| 1925 | Gerald Patterson           | Jean Borotra        | Jean Borotra        | Bill Johnston       |
| 1926 | John Hawkes                | Henri Cochet        | Jean Borotra        | René Lacoste        |
| 1926 | James Willard              | René Lacoste        | Howard Kinsey       | Jean Borotra        |
| 1927 | Gerald Patterson           | René Lacoste        | Henri Cochet        | Henri Cochet        |
| 1927 | John Hawkes                | William Tilden      | Jean Borotra        | William Tilden      |
| 1928 | Jean Borotra               | Henri Cochet        | René Lacoste        | Henri Cochet        |
| 1928 | Ronald Cummings            | René Lacoste        | Henri Cochet        | Francis Hunter      |
| 1929 | Colin Gregory              | René Lacoste        | Henri Cochet        | William Tilden      |
| 1929 | Richard Schlesinger        | Jean Borotra        | Jean Borotra        | Francis Hunter      |
| 1930 | Edgar Moon                 | Henri Cochet        | William Tilden      | John Doeg           |
| 1930 | Harry Hopman               | William Tilden      | Wilmer Allison      | Frank Shields       |
| 1931 | Jack Crawford              | Jean Borotra        | Sidney Wood         | Ellsworth Vines     |
| 1931 | Harry Hopman               | Christian Boussus   | Frank Shields       | George Lott         |
| 1932 | Jack Crawford              | Henri Cochet        | Ellsworth Vines     | Ellsworth Vines     |
| 1932 | Harry Hopman               | Giorgio de Stefani  | Bunny Austin        | Henri Cochet        |
| 1933 | Jack Crawford              | Jack Crawford       | Jack Crawford       | Fred Perry          |
| 1933 | Keith Gledhill             | Henri Cochet        | Ellsworth Vines     | Jack Crawford       |
| 1934 | Fred Perry                 | Gottfried von Cramm | Fred Perry          | Fred Perry          |
| 1934 | Jack Crawford              | Jack Crawford       | Jack Crawford       | Wilmer Allison      |
| 1935 | Jack Crawford              | Fred Perry (KWS)    | Fred Perry          | Wilmer Allison      |
| 1935 | Fred Perry                 | Gottfried von Cramm | Gottfried von Cramm | Sidney Wood         |
| 1936 | Adrian Quist               | Gottfried von Cramm | Fred Perry          | Fred Perry          |
| 1936 | Jack Crawford              | Fred Perry          | Gottfried von Cramm | Don Budge           |
| 1937 | Vivian McGrath             | Henner Henkel       | Don Budge (NWS)     | Don Budge (NWS)     |
| 1937 | John Bromwich              | Bunny Austin        | Gottfried von Cramm | Gottfried von Cramm |
| 1938 | Don Budge (NWS)            | Don Budge (NWS)     | Don Budge           | Don Budge           |
| 1938 | John Bromwich              | Roderich Menze      | Bunny Austin        | Gene Mako           |
| 1939 | John Bromwich              | Don McNeill         | Bobby Riggs         | Bobby Riggs         |
| 1939 | Adrian Quist               | Bobby Riggs         | Elwood Cooke        | Welby van Horn      |
| 1940 | Adrian Quist               | nie rozegrano       | nie rozegrano       | Don McNeill         |
| 1940 | Jack Crawford              |                     |                     | Bobby Riggs         |
| 1941 | nie rozegrano              | nie rozegrano       | nie rozegrano       | Bobby Riggs         |
| 1941 |                            |                     | Frank Kovacs        |                     |
| 1942 | nie rozegrano              | nie rozegrano       | nie rozegrano       | Ted Schroeder       |
| 1942 |                            |                     | Frank Parker        |                     |
| 1943 | nie rozegrano              | nie rozegrano       | nie rozegrano       | Joe Hunt            |
| 1943 |                            |                     | Jack Kramer         |                     |
| 1944 | nie rozegrano              | nie rozegrano       | nie rozegrano       | Frank Parker        |
| 1944 |                            |                     | Bill Talbert        |                     |
| 1945 | nie rozegrano              | nie rozegrano       | nie rozegrano       | Frank Parker        |
| 1945 |                            |                     | Bill Talbert        |                     |
| 1946 | John Bromwich              | Marcel Bernard      | Yvon Petra          | Jack Kramer         |
| 1946 | Dinny Pails                | Jaroslav Drobný     | Geoff Brown         | Frank Parker        |
| 1947 | Dinny Pails                | József Asbóth       | Jack Kramer         | Jack Kramer         |
| 1947 | John Bromwich              | Eric Sturgess       | Tom Brown           | Frank Parker        |
| 1948 | Adrian Quist               | Frank Parker        | Bob Falkenburg      | Ricardo González    |
| 1948 | John Browmwich             | Jaroslav Drobný     | John Bromwich       | Eric Sturgess       |
| 1949 | Frank Sedgman              | Frank Parker        | Ted Schroeder       | Ricardo González    |
| 1949 | John Browmwich             | Budge Patty         | Jaroslav Drobný     | Ted Schroeder       |
| 1950 | Frank Sedgman              | Budge Patty         | Budge Patty         | Arthur Larsen       |
| 1950 | Ken McGregor               | Jaroslav Drobný     | Frank Sedgman       | Herb Flam           |
| 1951 | Dick Savitt                | Jaroslav Drobný     | Dick Savitt         | Frank Sedgman       |
| 1951 | Ken McGregor               | Eric Sturgess       | Ken McGregor        | Vic Seixas          |
| 1952 | Ken McGregor               | Jaroslav Drobný     | Frank Sedgman       | Frank Sedgman       |
| 1952 | Frank Sedgman              | Frank Sedgman       | Jaroslav Drobný     | Gardnar Mulloy      |
| 1953 | Ken Rosewall               | Ken Rosewall        | Vic Seixas          | Tony Trabert        |
| 1953 | Mervyn Rose                | Vic Seixas          | Kurt Nilsen         | Vic Seixas          |
| 1954 | Mervyn Rose                | Tony Trabert        | Jaroslav Drobný     | Vic Seixas          |
| 1954 | Rex Hartwig                | Arthur Larsen       | Ken Rosewall        | Rex Hartwig         |
| 1955 | Ken Rosewall               | Tony Trabert        | Tony Trabert        | Tony Trabert        |
| 1955 | Lew Hoad                   | Sven Davidson       | Kurt Nilsen         | Ken Rosewall        |
| 1956 | Lew Hoad                   | Lew Hoad            | Lew Hoad            | Ken Rosewall        |
| 1956 | Ken Rosewall               | Sven Davidson       | Ken Rosewall        | Lew Hoad            |
| 1957 | Ashley Cooper              | Sven Davidson       | Lew Hoad            | Malcom Anderson     |
| 1957 | Neale Fraser               | Herbert Flam        | Ashley Cooper       | Ashley Cooper       |
| 1958 | Ashley Cooper              | Mervyn Rose         | Ashley Cooper       | Ashley Cooper       |
| 1958 | Malcolm Anderson           | Luis Ayala          | Neale Fraser        | Malcolm Anderson    |
| 1959 | Alex Olmedo                | Nicola Pietrangeli  | Alex Olmedo         | Neale Fraser        |
| 1959 | Neale Fraser               | Ian Vermaak         | Rod Laver           | Alex Olmedo         |
| 1960 | Rod Laver                  | Nicola Pietrangeli  | Neale Fraser        | Neale Fraser        |
| 1960 | Neale Fraser               | Luis Ayala          | Rod Laver           | Rod Laver           |
| 1961 | Roy Emerson                | Manuel Santana      | Rod Laver           | Roy Emerson         |
| 1961 | Rod Laver                  | Nicola Pietrangeli  | Chuck McKinley      | Rod Laver           |
| 1962 | Rod Laver                  | Rod Laver           | Rod Laver           | Rod Laver (KWS)     |
| 1962 | Roy Emerson                | Roy Emerson         | Marty Mulligan      | Roy Emerson         |
| 1963 | Roy Emerson                | Roy Emerson         | Chuck McKinley      | Rafael Osuna        |
| 1963 | Ken Fletcher               | Pierre Darmon       | Fred Stolle         | Frank Froehling     |
| 1964 | Roy Emerson                | Manuel Santana      | Roy Emerson (KWS)   | Roy Emerson         |
| 1964 | Fred Stolle                | Nicola Pietrangeli  | Fred Stolle         | Fred Stolle         |
| 1965 | Roy Emerson                | Fred Stolle         | Roy Emerson         | Manuel Santana      |
| 1965 | Fred Stolle                | Tony Roche          | Fred Stolle         | Cliff Drysdale      |
| 1966 | Roy Emerson                | Tony Roche          | Manuel Santana      | Fred Stolle         |
| 1966 | Arthur Ashe                | István Gulyás       | Dennis Ralston      | John Newcombe       |
| 1967 | Roy Emerson                | Roy Emerson         | John Newcombe       | John Newcombe       |
| 1967 | Arthur Ashe                | Tony Roche          | Wilhelm Bungert     | Clark Graebner      |

### 1968–2025
| Rok  | Australian Open                                     | French Open              | Wimbledon            | US Open               |
| 1968 | William Bowrey                                      | Ken Rosewall             | Rod Laver            | Arthur Ashe           |
| 1968 | Juan Gisbert                                        | Rod Laver                | Tony Roche           | Tom Okker             |
| 1969 | Rod Laver                                           | Rod Laver                | Rod Laver            | Rod Laver             |
| 1969 | Andrés Gimeno                                       | Ken Rosewall             | John Newcombe        | Tony Roche            |
| 1970 | Arthur Ashe                                         | Jan Kodeš                | John Newcombe        | Ken Rosewall          |
| 1970 | Dick Crealy                                         | Željko Franulović        | Ken Rosewall         | Tony Roche            |
| 1971 | Ken Rosewall                                        | Jan Kodeš                | John Newcombe        | Stan Smith            |
| 1971 | Arthur Ashe                                         | Ilie Năstase             | Stan Smith           | Jan Kodeš             |
| 1972 | Ken Rosewall                                        | Andrés Gimeno            | Stan Smith           | Ilie Năstase          |
| 1972 | Malcolm Anderson                                    | Patrick Proisy           | Ilie Năstase         | Arthur Ashe           |
| 1973 | John Newcombe                                       | Ilie Năstase             | Jan Kodeš            | John Newcombe         |
| 1973 | Onny Parun                                          | Nikola Pilić             | Aleksandre Metreweli | Jan Kodeš             |
| 1974 | Jimmy Connors                                       | Björn Borg               | Jimmy Connors        | Jimmy Connors         |
| 1974 | Phil Dent                                           | Manuel Orantes           | Ken Rosewall         | Ken Rosewall          |
| 1975 | John Newcombe                                       | Björn Borg               | Arthur Ashe          | Manuel Orantes        |
| 1975 | Jimmy Connors                                       | Guillermo Vilas          | Jimmy Connors        | Jimmy Connors         |
| 1976 | Mark Edmondson                                      | Adriano Panatta          | Björn Borg           | Jimmy Connors         |
| 1976 | John Newcombe                                       | Harold Solomon           | Ilie Năstase         | Björn Borg            |
| 1977 | Roscoe Tanner (styczeń) Vitas Gerulaitis (grudzień) | Guillermo Vilas          | Björn Borg           | Guillermo Vilas       |
| 1977 | Guillermo Vilas (styczeń) John Lloyd (grudzień)     | Brian Gottfried          | Jimmy Connors        | Jimmy Connors         |
| 1978 | Guillermo Vilas                                     | Björn Borg               | Björn Borg           | Jimmy Connors         |
| 1978 | John Marks                                          | Guillermo Vilas          | Jimmy Connors        | Björn Borg            |
| 1979 | Guillermo Vilas                                     | Björn Borg               | Björn Borg           | John McEnroe          |
| 1979 | John Sadri                                          | Víctor Pecci             | Roscoe Tanner        | Vitas Gerulaitis      |
| 1980 | Brian Teacher                                       | Björn Borg               | Björn Borg           | John McEnroe          |
| 1980 | Kim Warwick                                         | Vitas Gerulaitis         | John McEnroe         | Björn Borg            |
| 1981 | Johan Kriek                                         | Björn Borg               | John McEnroe         | John McEnroe          |
| 1981 | Steve Denton                                        | Ivan Lendl               | Björn Borg           | Björn Borg            |
| 1982 | Johan Kriek                                         | Mats Wilander            | Jimmy Connors        | Jimmy Connors         |
| 1982 | Steve Denton                                        | Guillermo Vilas          | John McEnroe         | Ivan Lendl            |
| 1983 | Mats Wilander                                       | Yannick Noah             | John McEnroe         | Jimmy Connors         |
| 1983 | Ivan Lendl                                          | Mats Wilander            | Chris Lewis          | Ivan Lendl            |
| 1984 | Mats Wilander                                       | Ivan Lendl               | John McEnroe         | John McEnroe          |
| 1984 | Kevin Curren                                        | John McEnroe             | Jimmy Connors        | Ivan Lendl            |
| 1985 | Stefan Edberg                                       | Mats Wilander            | Boris Becker         | Ivan Lendl            |
| 1985 | Mats Wilander                                       | Ivan Lendl               | Kevin Curren         | John McEnroe          |
| 1986 | nie rozegrano                                       | Ivan Lendl               | Boris Becker         | Ivan Lendl            |
| 1986 |                                                     | Mikael Pernfors          | Ivan Lendl           | Miloslav Mečíř        |
| 1987 | Stefan Edberg                                       | Ivan Lendl               | Pat Cash             | Ivan Lendl            |
| 1987 | Pat Cash                                            | Mats Wilander            | Ivan Lendl           | Mats Wilander         |
| 1988 | Mats Wilander                                       | Mats Wilander            | Stefan Edberg        | Mats Wilander         |
| 1988 | Pat Cash                                            | Henri Leconte            | Boris Becker         | Ivan Lendl            |
| 1989 | Ivan Lendl                                          | Michael Chang            | Boris Becker         | Boris Becker          |
| 1989 | Miloslav Mečíř                                      | Stefan Edberg            | Stefan Edberg        | Ivan Lendl            |
| 1990 | Ivan Lendl                                          | Andrés Gómez             | Stefan Edberg        | Pete Sampras          |
| 1990 | Stefan Edberg                                       | Andre Agassi             | Boris Becker         | Andre Agassi          |
| 1991 | Boris Becker                                        | Jim Courier              | Michael Stich        | Stefan Edberg         |
| 1991 | Ivan Lendl                                          | Andre Agassi             | Boris Becker         | Jim Courier           |
| 1992 | Jim Courier                                         | Jim Courier              | Andre Agassi         | Stefan Edberg         |
| 1992 | Stefan Edberg                                       | Petr Korda               | Goran Ivanišević     | Pete Sampras          |
| 1993 | Jim Courier                                         | Sergi Bruguera           | Pete Sampras         | Pete Sampras          |
| 1993 | Stefan Edberg                                       | Jim Courier              | Jim Courier          | Cédric Pioline        |
| 1994 | Pete Sampras                                        | Sergi Bruguera           | Pete Sampras         | Andre Agassi          |
| 1994 | Todd Martin                                         | Alberto Berasategui      | Goran Ivanišević     | Michael Stich         |
| 1995 | Andre Agassi                                        | Thomas Muster            | Pete Sampras         | Pete Sampras          |
| 1995 | Pete Sampras                                        | Michael Chang            | Boris Becker         | Andre Agassi          |
| 1996 | Boris Becker                                        | Jewgienij Kafielnikow    | Richard Krajicek     | Pete Sampras          |
| 1996 | Michael Chang                                       | Michael Stich            | MaliVai Washington   | Michael Chang         |
| 1997 | Pete Sampras                                        | Gustavo Kuerten          | Pete Sampras         | Patrick Rafter        |
| 1997 | Carlos Moyá                                         | Sergi Bruguera           | Cédric Pioline       | Greg Rusedski         |
| 1998 | Petr Korda                                          | Carlos Moyá              | Pete Sampras         | Patrick Rafter        |
| 1998 | Marcelo Ríos                                        | Àlex Corretja            | Goran Ivanišević     | Mark Philippoussis    |
| 1999 | Jewgienij Kafielnikow                               | Andre Agassi             | Pete Sampras         | Andre Agassi          |
| 1999 | Thomas Enqvist                                      | Andrij Medwediew         | Andre Agassi         | Todd Martin           |
| 2000 | Andre Agassi                                        | Gustavo Kuerten          | Pete Sampras         | Marat Safin           |
| 2000 | Jewgienij Kafielnikow                               | Magnus Norman            | Patrick Rafter       | Pete Sampras          |
| 2001 | Andre Agassi                                        | Gustavo Kuerten          | Goran Ivanišević     | Lleyton Hewitt        |
| 2001 | Arnaud Clément                                      | Àlex Corretja            | Patrick Rafter       | Pete Sampras          |
| 2002 | Thomas Johansson                                    | Albert Costa             | Lleyton Hewitt       | Pete Sampras          |
| 2002 | Marat Safin                                         | Juan Carlos Ferrero      | David Nalbandian     | Andre Agassi          |
| 2003 | Andre Agassi                                        | Juan Carlos Ferrero      | Roger Federer        | Andy Roddick          |
| 2003 | Rainer Schüttler                                    | Martin Verkerk           | Mark Philippoussis   | Juan Carlos Ferrero   |
| 2004 | Roger Federer                                       | Gastón Gaudio            | Roger Federer        | Roger Federer         |
| 2004 | Marat Safin                                         | Guillermo Coria          | Andy Roddick         | Lleyton Hewitt        |
| 2005 | Marat Safin                                         | Rafael Nadal             | Roger Federer        | Roger Federer         |
| 2005 | Lleyton Hewitt                                      | Mariano Puerta           | Andy Roddick         | Andre Agassi          |
| 2006 | Roger Federer                                       | Rafael Nadal             | Roger Federer        | Roger Federer         |
| 2006 | Markos Pagdatis                                     | Roger Federer            | Rafael Nadal         | Andy Roddick          |
| 2007 | Roger Federer                                       | Rafael Nadal             | Roger Federer        | Roger Federer         |
| 2007 | Fernando González                                   | Roger Federer            | Rafael Nadal         | Novak Đoković         |
| 2008 | Novak Đoković                                       | Rafael Nadal             | Rafael Nadal         | Roger Federer         |
| 2008 | Jo-Wilfried Tsonga                                  | Roger Federer            | Roger Federer        | Andy Murray           |
| 2009 | Rafael Nadal                                        | Roger Federer (KWS)      | Roger Federer        | Juan Martín del Potro |
| 2009 | Roger Federer                                       | Robin Söderling          | Andy Roddick         | Roger Federer         |
| 2010 | Roger Federer                                       | Rafael Nadal             | Rafael Nadal         | Rafael Nadal (KWS)    |
| 2010 | Andy Murray                                         | Robin Söderling          | Tomáš Berdych        | Novak Đoković         |
| 2011 | Novak Đoković                                       | Rafael Nadal             | Novak Đoković        | Novak Đoković         |
| 2011 | Andy Murray                                         | Roger Federer            | Rafael Nadal         | Rafael Nadal          |
| 2012 | Novak Đoković                                       | Rafael Nadal             | Roger Federer        | Andy Murray           |
| 2012 | Rafael Nadal                                        | Novak Đoković            | Andy Murray          | Novak Đoković         |
| 2013 | Novak Đoković                                       | Rafael Nadal             | Andy Murray          | Rafael Nadal          |
| 2013 | Andy Murray                                         | David Ferrer             | Novak Đoković        | Novak Đoković         |
| 2014 | Stan Wawrinka                                       | Rafael Nadal             | Novak Đoković        | Marin Čilić           |
| 2014 | Rafael Nadal                                        | Novak Đoković            | Roger Federer        | Kei Nishikori         |
| 2015 | Novak Đoković                                       | Stan Wawrinka            | Novak Đoković (NWS)  | Novak Đoković (NWS)   |
| 2015 | Andy Murray                                         | Novak Đoković            | Roger Federer        | Roger Federer         |
| 2016 | Novak Đoković (NWS)                                 | Novak Đoković (NWS, KWS) | Andy Murray          | Stan Wawrinka         |
| 2016 | Andy Murray                                         | Andy Murray              | Milos Raonic         | Novak Đoković         |
| 2017 | Roger Federer                                       | Rafael Nadal             | Roger Federer        | Rafael Nadal          |
| 2017 | Rafael Nadal                                        | Stan Wawrinka            | Marin Čilić          | Kevin Anderson        |
| 2018 | Roger Federer                                       | Rafael Nadal             | Novak Đoković        | Novak Đoković         |
| 2018 | Marin Čilić                                         | Dominic Thiem            | Kevin Anderson       | Juan Martín del Potro |
| 2019 | Novak Đoković                                       | Rafael Nadal             | Novak Đoković        | Rafael Nadal          |
| 2019 | Rafael Nadal                                        | Dominic Thiem            | Roger Federer        | Daniił Miedwiediew    |
| 2020 | Novak Đoković                                       | Rafael Nadal             | nie rozegrano        | Dominic Thiem         |
| 2020 | Dominic Thiem                                       | Novak Đoković            |                      | Alexander Zverev      |
| 2021 | Novak Đoković                                       | Novak Đoković            | Novak Đoković        | Daniił Miedwiediew    |
| 2021 | Daniił Miedwiediew                                  | Stefanos Tsitsipas       | Matteo Berrettini    | Novak Đoković         |
| 2022 | Rafael Nadal                                        | Rafael Nadal             | Novak Đoković        | Carlos Alcaraz        |
| 2022 | Daniił Miedwiediew                                  | Casper Ruud              | Nick Kyrgios         | Casper Ruud           |
| 2023 | Novak Đoković                                       | Novak Đoković            | Carlos Alcaraz       | Novak Đoković         |
| 2023 | Stefanos Tsitsipas                                  | Casper Ruud              | Novak Đoković        | Daniił Miedwiediew    |
| 2024 | Jannik Sinner                                       | Carlos Alcaraz           | Carlos Alcaraz       | Jannik Sinner         |
| 2024 | Daniił Miedwiediew                                  | Alexander Zverev         | Novak Đoković        | Taylor Fritz          |
| 2025 | Jannik Sinner                                       | Carlos Alcaraz           | Jannik Sinner        |                       |
| 2025 | Alexander Zverev                                    | Jannik Sinner            | Carlos Alcaraz       |                       |

## Występy we wszystkich finałach wielkoszlemowych
Wykaz tenisistów, którzy od 1925 roku wystąpili przynajmniej po jednym razie w finale każdego z turniejów wielkoszlemowych. W tabeli podane są lata, w których zawodnicy wystąpili w finale danych zawodów po raz pierwszy. Czcionka pogrubiona oznacza zwycięstwo w tym finale, a czcionka zwykła – przegraną.
| Zawodnik      | Australian Open | French Open | Wimbledon | US Open |
| Jean Borotra  | 1928            | 1925        | 1925      | 1926    |
| Jack Crawford | 1931            | 1933        | 1933      | 1933    |
| Fred Perry    | 1934            | 1935        | 1934      | 1933    |
| Don Budge     | 1938            | 1938        | 1937      | 1936    |
| Frank Sedgman | 1949            | 1952        | 1950      | 1951    |
| Ken Rosewall  | 1953            | 1953        | 1954      | 1955    |
| Lew Hoad      | 1955            | 1956        | 1956      | 1956    |
| Rod Laver     | 1960            | 1962        | 1959      | 1960    |
| Roy Emerson   | 1961            | 1962        | 1964      | 1961    |
| Fred Stolle   | 1964            | 1965        | 1963      | 1964    |
| Ivan Lendl    | 1983            | 1981        | 1986      | 1982    |
| Stefan Edberg | 1985            | 1989        | 1988      | 1991    |
| Jim Courier   | 1992            | 1991        | 1993      | 1991    |
| Andre Agassi  | 1995            | 1990        | 1992      | 1990    |
| Roger Federer | 2004            | 2006        | 2003      | 2004    |
| Rafael Nadal  | 2009            | 2005        | 2006      | 2010    |
| Novak Đoković | 2008            | 2012        | 2011      | 2007    |
| Andy Murray   | 2010            | 2016        | 2012      | 2008    |
| Jannik Sinner | 2024            | 2025        | 2025      | 2024    |

## Wygrana w czterech turniejach wielkoszlemowych
Wykaz tenisistów, którzy wygrali wszystkie turnieje wielkoszlemowe przynajmniej jeden raz w karierze wraz z przegranymi przez nich finałami. Czcionka pogrubiona oznacza finał wygrany, a czcionka zwykła finał przegrany. Dodatkowo podano informacje na temat wygranych przez zawodników turniejów kończących sezon i zdobytych medali olimpijskich.
- Wielki Szlem – zwycięstwo w czterech turniejach wielkoszlemowych
- Super Szlem – zwycięstwo w czterech turniejach wielkoszlemowych, ATP Finals i zdobycie medalu olimpijskiego
- Złoty, Srebrny, Brązowy... – zdobycie jednego z medali olimpijskich w grze pojedynczej
- Klasyczny... – wygranie turniejów w jednym roku kalendarzowym
- Niekalendarzowy... – wygranie czterech turniejów wielkoszlemowych po kolei, ale nie w jednym roku kalendarzowym
- Karierowy... – wygranie turniejów przynajmniej raz w ciągu całej kariery.

Największym osiągnięciem, jakie można zdobyć, jest Złoty Klasyczny Super Szlem, to znaczy wygranie Australian Open, French Open, Wimbledonu, US Open, złotego medalu igrzysk olimpijskich i mistrzostwa ATP w jednym roku kalendarzowym. Nikt w dziejach tego nie dokonał.
Nie wszyscy zawodnicy występowali na letnich igrzyskach olimpijskich, ponieważ rozgrywki tenisowe odbywały się tam od 1896 do 1924 roku i ponownie od 1988. Turniej kończący sezon, ATP Finals, rozgrywany jest regularnie od 1970 roku.
| Zawodnik      | Australian Open                                      | French Open                                                                        | Wimbledon                                                              | US Open                                                    | Dodatkowe informacje |
| Fred Perry    | 1934, 1935                                           | 1935, 1936                                                                         | 1934, 1935, 1936                                                       | 1933, 1934, 1936                                           | Karierowy Wielki Szlem (French Championships 1935) |
| Don Budge     | 1938                                                 | 1938                                                                               | 1937, 1938                                                             | 1936, 1937, 1938                                           | Karierowy Wielki Szlem (French Championships 1938) Niekalendarzowy Wielki Szlem (1937-1938) Klasyczny Wielki Szlem (1938)                                        |
| Rod Laver     | 1960, 1961, 1962, 1969                               | 1962, 1968, 1969                                                                   | 1959, 1960, 1961, 1962, 1968, 1969                                     | 1960, 1961, 1962, 1969                                     | Karierowy Wielki Szlem (U.S. National Championships 1962) Klasyczny Wielki Szlem (1962) Klasyczny Wielki Szlem (1969)                                            |
| Roy Emerson   | 1961, 1962, 1963, 1964, 1965, 1966, 1967             | 1962, 1963, 1967                                                                   | 1964, 1965                                                             | 1961, 1962, 1964                                           | Karierowy Wielki Szlem (Wimbledon 1964) |
| Andre Agassi  | 1995, 2000, 2001, 2003                               | 1990, 1991, 1999                                                                   | 1992, 1999                                                             | 1994, 1995, 1999, 2002, 2005                               | mistrzostwo ATP 1990 złoty medal IO Atlanta 1996 Złoty Karierowy Super Szlem (French Open 1999)                                                                  |
| Roger Federer | 2004, 2006, 2007, 2009, 2010, 2017, 2018             | 2006, 2007, 2008, 2009, 2011                                                       | 2003, 2004, 2005, 2006, 2007, 2008, 2009, 2012, 2014, 2015, 2017, 2019 | 2004, 2005, 2006, 2007, 2008, 2009, 2015                   | mistrzostwo ATP 2003, 2004, 2006, 2007, 2010, 2011 srebrny medal IO Londyn 2012 Karierowy Super Szlem (French Open 2009) Srebrny Karierowy Super Szlem (IO 2012) |
| Rafael Nadal  | 2009, 2012, 2014, 2017, 2019, 2022                   | 2005, 2006, 2007, 2008, 2010, 2011, 2012, 2013, 2014, 2017, 2018, 2019, 2020, 2022 | 2006, 2007, 2008, 2010, 2011                                           | 2010, 2011, 2013, 2017, 2019                               | złoty medal IO Pekin 2008 Złoty Karierowy Wielki Szlem (US Open 2010)                                                                                            |
| Novak Đoković | 2008, 2011, 2012, 2013, 2015, 2016, 2019, 2020, 2021 | 2012, 2014, 2015, 2016, 2021, 2023                                                 | 2011, 2013, 2014, 2015, 2018, 2019, 2021, 2022, 2023, 2024             | 2007, 2010, 2011, 2012, 2013, 2015, 2016, 2018, 2021, 2023 | mistrzostwo ATP 2008, 2012, 2013, 2014, 2015 złoty medal IO Paryż 2024 Niekalendarzowy Wielki Szlem (2015–2016) Złoty Karierowy Super Szlem (IO 2024)            |